# Gud gav i skaparorden
Gud gav i skaparorden är en psalm i sex långa verser av Johan Alfred Eklund från 1910. Melodin antas vara en tonsättning eller bearbetning av Hans Kugelmann möjligen, hämtat ur hans körverk Concentus novi trium vocum accomodati från 1540 och enligt Koralbok för Nya psalmer, 1921 är det samma melodi som till den mer välkända ingångspsalmen Upp, psaltare och harpa (1819 och 1937 nr 1) och psalmerna En Fader oss förenar, Han kommer i sin kyrka, Min själ skall lova Herran och O Herre, du som säger.
Eklunds texter är fria för publicering sedan 2015.

## Publicerad som
- Nr 614 i Nya psalmer 1921, tillägget till 1819 års psalmbok under rubriken "Det Kristliga Troslivet: Troslivet hos den enskilda människan: De trognas helgelse och krisliga vandel: Trohet i kallelsen".
- Nr 417 i 1937 års psalmbok under rubriken "Trons bevisning i levnaden".
- Nr 580 i Svenska kyrkans egen del av Den svenska psalmboken 1986 under rubriken "Efterföljd - helgelse".